# Jang Won-young
Jang Won-young (Seul, 31 agosto 2004) è una cantante e conduttrice televisiva sudcoreana. È nota per essere stata un membro delle Iz*One, girl group nato dal talent show Produce 48. Dal 2021 fa parte delle Ive.

## Biografia
Nel 2018 ha partecipato al talent show sudcoreano Produce 48, rappresentando la Starship Entertainment. Si è classificata prima entrando a far parte del gruppo delle Iz*One, nel quale è rimasta fino al suo scioglimento il 29 aprile 2021.
Nel 2021 è tornata sotto contratto con la Starship Entertainment. Da settembre 2021 a gennaio 2023 ha condotto il programma televisivo Music Bank insieme a Sunghoon degli Enhypen, con il quale nel 2021 ha ricevuto il premio di Miglior coppia ai KBS Entertainment Awards. A dicembre 2021 ha ridebuttato nel sestetto delle Ive. Ha co-condotto gli Asia Artist Award nel 2021, nel 2022, nel 2023 e nel 2024, oltre al KBS Song Festival 2022, 2023 e 2024.

## Filmografia

### Televisione
- Produce 48 – programma TV (2018)
- Happy Together – programma TV (2019)